# Drama (Jamelia)
Drama è l'album di debutto della cantante R&B inglese Jamelia. L'album è un mix di R&B, hip hop e pop ed è stato pubblicato il 26 giugno 2000. Dall'album sono stati estratti quattro singoli: I Do, Money, Call Me e Boy Next Door. L'album ha raggiunto la posizione #39 nella classifica di vendite degli album in Inghilterra, dove ha venduto più di 100 000 copie ed ha vinto un Disco d'oro.

## Tracce
1. One
2. Money (feat. Beenie Man)
3. Call Me
4. Not With You
5. Boy Next Door
6. One Day
7. Ghetto
8. Thinking 'Bout You
9. I Do
10. Room 101
11. Guilty
12. I Can't Be
13. This Time